# متمم اول قانون اساسی ایالات متحده آمریکا

اصل منشور در اداره آرشیو ملی آمریکا

متمم اول قانون اساسی ایالات متحده آمریکا حکومت را از وضع قوانین برای تثبیت یک دین به عنوان دین رسمی، ممنوع کردن اعتقاد آزاد به دین، یا محدود کردن آزادی بیان، حق تجمع صلح آمیز، یا حق شکایت به منظور جبران خسارت‌ها از سوی دولت بازمی‌دارد. این متمم که در ۱۵ دسامبر ۱۷۹۱ تصویب شد یکی از ده متممی بود که منشور حقوق ایالات متحده آمریکا را شکل دادند.
منشور حقوق در ابتدا برای آرام کردن مخالفت ضد فدرالیست‌ها با تصویب قانون اساسی پیشنهاد شد. در آغاز، متمم اول تنها به قوانینی اعمال می‌شد که کنگره ایالات متحده آمریکا تصویب می‌کرد، بسیاری از مفاد آن بسیار محدودتر از امروز تفسیر می‌شد. با پرونده گیتلو در برابر نیویورک (۱۹۲۵), دیوان عالی ایالات متحده آمریکا متمم اول را از طریق عبارت رویه عادلانه قضایی متمم چهاردهم قانون اساسی به ایالات -فرایندی که به الحاق موسوم است-اعمال کرد.
در اورسن در برابر هیئت آموزش (۱۹۴۷), دادگاه بر مبنای مکاتبات توماس جفرسون که خواهان «دیوار جدایی بین دین و دولت» بود استناد کرد، گرچه مرز دقیق این جدایی همچنان محل مناقشه است. حقوق بیان در رشته احکام دادگاه‌ها در قرون بیستم و بیست و یکم که انواع گوناگون بیان سیاسی، بیان گمنامانه، تامین مالی مبارزات انتخاباتی, پورنوگرافی، و بیان در مدارس را مورد حفاظت قرار داد گسترش یافت؛ این احکام همچنین رشته استثناهایی را بر حفاظت‌های متمم اول تعریف کرد. دیوان عالی سابقه کامن لای انگلیسی را برای افزایش بار اثبات شکایات تهمت و افترا لغو کرد، معروفترینشان در نیویورک تایمز در برابر سالیون (۱۹۶۴) بود. بیان تجاری کمتر از بیان سیاسی تحت حفاظت متمم اول قرار دارد و زین رو مقررات بیشتری بر آن حاکم است.
عبارت آزادی مطبوعات از انتشار اطلاعات و نظرات حفاظت می‌کند، و به گستره گوناگونی از رسانه‌ها اعمال می‌شود. در نیر در برابر مینسوتا (۱۹۳۱) و نیویورک تایمز در برابر ایالات متحده  (۱۹۷۱), دیوان عالی حکم کرد که متمم اول از prior restraint—سانسور پیش از انتشار— در تقریباً تمام موارد محافظت می‌کند. عبارت درخواست از حق درخواست نویسی به همهٔ قوا و سازمان‌های فعال حکومت محافظت می‌کند. علاوه بر حق اجتماع تضمین شده توسط این عبارت، دیوان عالی حکم کرده که این متمم به‌طور ضمنی حافظ آزادی انجمن است.
سوء برداشت رایجی است که متمم اول همه، از جمله بنگاه‌های خصوصی غیرحکومتی، را از محدود کردن آزادی بیان بازمی‌دارد. این متمم تنها به کنشگران دولتی قابل اعمال است.

## متن
بر طبق این سند:
"Congress shall make no law regarding an establishment of religion, or prohibiting the free exercise thereof..."
«کنگره در خصوص رسمیت بخشیدن به یک دین، یا منع پیروی آزادانه از آن یا محدود ساختن آزادی بیان یا مطبوعات یا حق مردم برای برپایی اجتماعات آرام و دادخواهی از حکومت برای جبران خسارت، هیچ قانونی را وضع نمی‌کند.»